# Serious Sam: The Random Encounter
Serious Sam: The Random Encounter (с англ. — «Серьёзный Сэм: Случайное столкновение») — видеоигра из серии Serious Sam, помесь классической ролевой игры и shoot 'em up, разработанная компанией Vlambeer. Игра была выпущена 24 октября 2011 года издательством Devolver Digital. The Random Encounter является третьей игрой в серии Serious Sam Indie, приуроченной к выпуску Serious Sam 3: BFE.

## Игровой процесс
Геймплей Serious Sam: The Random Encounter можно условно разделить на две части — Карта мира и Сражение. На карте мира игрок управляет Сэмом Стоуном (а также членами его команды), передвигается по локации, ищет сокровища, оружие и бонусы, и сталкивается с врагами. Вся Карта мира представлена девятью уровнями, проходящими в трёх различных локациях.
В произвольный момент при перемещении по Карте мира игра переходит в режим Сражения, где игрок видит Сэма и членов его команды — Бама и Бима — которые убегают прочь от наступающих на них полчищ врагов. В этот момент игроку предоставляется возможность провести само сражение — игра переходит в тактический режим, во время которого при помощи серии меню необходимо отдать соответствующие команды своим напарникам, а точнее — назначить каждому из них нужное оружие, настроить необходимые параметры мощности и направления стрельбы или дать возможность использовать определённый бонус в зависимости от сложившейся на поле боя ситуации. Тактический режим включается каждые пять секунд после начала боя.
Игра довольно точно придерживается фирменного духа серии Serious Sam, что выражается в огромном количестве врагов во время боёв (противников там больше, чем в большинстве ролевых игр). Также присутствуют массивные сражения с боссами. Кроме того, в отличие от большинства ролевых игр, в Random Encounter нет системы прокачки, опыта или развития персонажа. Игрок получает новые достижения и становится сильнее только при помощи поиска и сбора предметов, бонусов и более мощного оружия.

## Разработка
Подход, к которому мы прибегли во время создания игры, заключался в следующем: мы задали себе вопрос - что такое Serious Sam, что он из себя представляет, а затем взяли жанр, который кардинально отличается от полученной картины, с целью создания игры в привычном стиле Serious Sam.
В феврале 2011 года Croteam и Devolver Digital связались с Vlambeer и предложили им создать новую игру в инди-серии Serious Sam, способствующей выходу Serious Sam 3: BFE. Vlambeer, будучи ярыми фанатами данной серии, согласились и приступили к созданию дизайн-документа и первых прототипов игры. Разработчики чётко решили, что хотели бы создать «абсурдную» игру про Сэма Стоуна в жанре, кардинально отличающемся от привычных канонов данной серии. После небольших раздумий, Vlambeer приступили к созданию классической ролевой игры.
Разработка игры началась ещё задолго до её официального анонса; разработчики приступили к работе в гостиничных номерах Сан-Франциско, во время вылета из аэропорта и возвращения домой. Основная часть разработки основывалась лишь на одном, раннем, нарисованном скетче, предназначенном для создания базовой концепции проекта.
Выход игры состоялся 24 октября 2011 года в сервисах цифровых продаж Steam и GetGamesGo.

## Отзывы и критика
| Сводный рейтинг | Сводный рейтинг |
| Агрегатор       | Оценка          |
| --------------- | --------------- |
| GameRankings    | 64,43 %         |

Serious Sam: The Random Encounter получила смешанные отзывы от прессы и игроков. Общая оценка игры на сайте Metacritic составляет 64 балла из 100. Зарубежный сайт Destructoid поставил игре 7 из 10 баллов, похвалив разработчиков за фирменный «сэмовский» драйв, простоту в управлении и отличный юмор, посетовав, однако, на малую продолжительность и наличие некоторых багов.